# Rodger Doxsey
Rodger Evans Doxsey (11 mars 1947 - 13 octobre 2009) est un physicien et astronome américain qui a grandement contribué au succès scientifique et opérationnel du télescope spatial Hubble (HST) de la NASA. Il s'est joint au projet HST au Space Telescope Science Institute (STScI) à Baltimore en 1981 et était à la tête du bureau des missions Hubble à sa mort.